# Салтарело (танц)
Вижте пояснителната страница за други значения на Салтарело.
Салтарело (на италиански: saltarello) е бърз, сроден на тарантелата танц от 13 век, популярен в района на днешна Италия и Испания. Названието му идва от италианската дума saltare – скачам. Най-често е в 3/8 или 6/8 такт.
Танцът се радва на широка полулярност в благородническите дворове на средновековна и ренесансова Европа, като по-късно става и традиция за карнавалите в Рим. Предполага се, че на част от фреските изобразяващи Danse macabre е представен салтарело-танц.

## Преработки
* Салтарело във финала на 4-та симфония (1831) от Феликс Менделсон Бартолди

* Салтарело в албума „All Beauty is Sad“ на Ophelia's Dream

* Салтарело в албума Aion на Dead Can Dance

* Салтарело в албума Tempus Est Iokundum на Misericordia

* Салтарело в албума „Courtly Airs and Dances“ на Рон Нелсън